# Sarnıçköy, Pazaryeri
Sarnıç là một xã thuộc huyện Pazaryeri, tỉnh Bilecik, Thổ Nhĩ Kỳ. Dân số thời điểm năm 2011 là 39 người.